# Diyarbakırspor Kulübü
Il Diyarbakirspor Kulübü è una società calcistica con sede a Diyarbakır, in Turchia. Milita nella Bölgesel Amatör Lig, la quinta divisione del campionato turco di calcio.
Il miglior piazzamento ottenuto dalla squadra nella Süper Lig è stato il quinto posto nella stagione 1978-1979.

## Rosa 2009-2010
Rosa aggiornata il 29 ottobre 2009
| N. |                      | Ruolo | Calciatore              |
| -- | -------------------- | ----- | ----------------------- |
| 1  | Ecuador (bandiera)   | P     | Rorys Aragón            |
| 2  | Egitto (bandiera)    | D     | Amir Azmy               |
| 3  | Iraq (bandiera)      | D     | Bassim Abbas            |
| 4  | Turchia (bandiera)   | D     | Tolga Doğantez          |
| 6  | Turchia (bandiera)   | C     | Abdullah Çetin          |
| 7  | Turchia (bandiera)   | A     | Eren Şen                |
| 8  | Turchia (bandiera)   | A     | Erdal Güneş             |
| 9  | Camerun (bandiera)   | A     | Thierry Fidjeu-Tazemeta |
| 10 | Turchia (bandiera)   | C     | Erhan Şentürk           |
| 11 | Turchia (bandiera)   | C     | Ersin Güreler           |
| 12 | Egitto (bandiera)    | C     | Ayman Abdelaziz         |
| 14 | Turchia (bandiera)   | D     | Ümit Bozkurt            |
| 16 | Danimarca (bandiera) | C     | Mikkel Rask             |
| 17 | Guinea (bandiera)    | D     | Mamadou Alimou Diallo   |
| 18 | Perù (bandiera)      | A     | Andrés Mendoza          |
| 19 | Camerun (bandiera)   | A     | Joseph-Désiré Job       |
| 20 | Turchia (bandiera)   | C     | Hakan Güler             |

| N. |                      | Ruolo | Calciatore       |
| -- | -------------------- | ----- | ---------------- |
| 21 | Turchia (bandiera)   | C     | Barış Ataş       |
| 22 | Turchia (bandiera)   | A     | Mustafa Özkan    |
| 23 | Turchia (bandiera)   | C     | Burak Karaduman  |
| 25 | Turchia (bandiera)   | D     | Erkan Atılgan    |
| 32 | Turchia (bandiera)   | D     | Erdinç Yavuz     |
| 34 | Turchia (bandiera)   | C     | Musa Büyük       |
| 42 | Turchia (bandiera)   | C     | Yasir Elmacı     |
| 43 | Turchia (bandiera)   | D     | Şener Aşkaroğlu  |
| 48 | Turchia (bandiera)   | P     | Fevzi Tuncay     |
| 55 | Turchia (bandiera)   | D     | Adnan Güngör     |
| 61 | Turchia (bandiera)   | P     | Osman Kurtuldu   |
| 63 | Turchia (bandiera)   | A     | İbrahim Ülüm     |
| 77 | Turchia (bandiera)   | C     | Celaleddin Koçak |
| —  | Turchia (bandiera)   | C     | İbrahim Ege      |
| —  | Turchia (bandiera)   | D     | Fırat Gelişgen   |
| —  | Danimarca (bandiera) | A     | Hasan İnci       |

## Palmarès

### Competizioni nazionali
- TFF 3. Lig: 1

1975-1976

### Competizioni regionali
- Bölgesel Amatör Lig: 1

2012-2013

### Altri piazzamenti
- Coppa di Turchia:

Semifinalista: 1981-1982
- TFF 1. Lig:

Secondo posto: 2008-2009